# Латеральная подкожная вена руки
Латеральная подкожная вена руки, или головная вена (лат. vena cephalica) — крупная поверхностная вена верхней конечности, которая способствует венозному оттоку от части кисти и предплечья.

## Ход вены
Вена сообщается с медиальной подкожной веной руки через срединную локтевую вену на уровне локтевой ямки и расположена на поверхностной фасции вдоль переднелатеральной поверхности двуглавой мышцы плеча.
Вблизи плеча головная вена проходит между дельтовидной и большой грудной мышцами и впадает в подмышечную вену (лат. vena axillaris).

## Клиническое значение
Головная вена обычно хорошо видна через кожу, и это расположение делает её хорошим кандидатом для забора крови. Провода электрокардиостимулятора часто помещаются в головную вену. Вена может быть использована для сосудистого доступа. Однако ввиду положения вены канюляция вблизи к лучевому нерву может привести к его повреждению.

## История
Обычно термин «головной» относится к анатомии головы. Когда Канон персидского мусульманского врача Ибн Сины был переведен на средневековую латынь, слово «головной» было ошибочно выбрано для перевода арабского термина, что означает «внешний».